# Herre ho skal ewinnerlig
Herre ho skal ewinnerlig är en psalm som härstammar från Wolfgang Dachsteins tyska förlaga, "O Herr wer wird sein wohnung han", bearbetad och översatt till svenska av Erik Lindschöld. Psalmen baseras på Konung Davids 15:e psalm. Den har i 1697 års koralbok 4 verser och en melodi i G-dur. 

Johan Olof Wallin diktade 1810 om psalmen med anslaget "Ho är den som trött av striden". Wallins psalm har 6 verser och kan ses som ett fristående verk.  I Haeffners koralbok har Wallins psalm en melodi i g-moll av folklig karaktär. 1916 komponerade John Morén en ny melodi till Wallins text.
Psalmen inleds 1695 med orden:
Herre ho skal ewinnerlig
I tine hyddo blifwa

## Publicerad i
- 1572 års psalmbok med titeln HERRE hoo skal ewinnerligh under rubriken "Någhra Davidz Psalmer".[1]
- Göteborgspsalmboken under rubriken "Om itt Christeligit Lefwerne".[2]
- 1695 års psalmbok som nummer 35 "Herre ho skal ewinnerlig" under rubriken "Konung Davids Psalmer".
- 1819 års psalmbok som nummer 277 "Ho är den som trött av striden" under rubriken "Ståndaktighet, rättvisa, redlighet i handel och vandel
- 1937 års psalmbok som nummer 405 "Vem är den som trött av striden" under rubriken "Trons bevisning i levnaden".